# والتر کوش
والتر کوش (آلمانی: Walter Kusch؛ زادهٔ ۳۱ مهٔ ۱۹۵۴) شناگر اهل آلمان بود.
وی همچنین برندهٔ جوایزی همچون برگ بوی نقره‌ای شده‌است.